# 埃迪·欧文 (田径运动员)
埃迪·欧文（英語：Eddie Owen，1886年11月6日—1949年9月24日），英国男子田径运动员，主攻长跑。他曾代表英国参加1908年和1912年夏季奥林匹克运动会田径比赛，获得一枚银牌和一枚铜牌。